# Испанска валенсия
Испанската валенсия (Valencia hispanica) е вид сладководна лъчеперка от семейство Valenciidae. Видът е критично застрашен от изчезване.

## Разпространение и местообитание
Видът е разпространен в блатата и сладководните извори на юг от Каталуния и Валенсийската общност в Испания.
Застрашен е от загуба на местообитания поради замърсяване.